# سیارک ۵۸۶
سیارک ۵۸۶ (به انگلیسی: 586 Thekla، نامگذاری:1906TC) پانصد و هشتاد و ششمین سیارک کشف شده‌است که در ۲۱ فوریه ۱۹۰۶ و در هایدلبرگ کشف شد.
قدر مطلق سیارک برابر ۹٫۲۱ است.